# Bernardo de la Guardia
Bernardo de los Ángeles de la Guardia y Tinoco (San José, 14 aprile 1900 – Red Bank, 21 febbraio 1970) è stato uno schermidore costaricano, specialista della sciabola.

## Biografia
Fu il primo costaricano a partecipare ai Giochi olimpici quale unico rappresentante nonché portabandiera del suo paese ai Giochi di Berlino 1936. Gareggiò nella sciabola dove fu eliminato al primo turno dopo aver ottenuto una vittoria e cinque sconfitte nel proprio girone.

## Palmarès
| Anno | Manifestazione  | Sede    | Evento               | Risultato   | Prestazione | Note  |
| ---- | --------------- | ------- | -------------------- | ----------- | ----------- | ----- |
| 1936 | Giochi olimpici | Berlino | Sciabola individuale | Primo turno |             | [ 1 ] |